# 泡沫未来
「泡沫未来」（うたかたみらい）は、音声合成ソフト・初音ミク歌唱のVOCALOID楽曲。2021年2月26日、日本のボカロP・加賀（ネギシャワーP）によって発表された。
ゲーム『プロジェクトセカイ カラフルステージ! feat. 初音ミク』の「一緒に作ろう!第3回楽曲コンテストプロセカNEXT」採用作品。テーマは「フリー」。

## 評価
2021年6月現在、YouTubeに投稿された動画は20万以上の再生数を記録している。また、ニコニコ動画に投稿された動画は同月現在で6万以上の再生数を記録している。

## 収録アルバム
| 発売日        | タイトル            | レーベル |
| ------------- | ------------------- | -------- |
| 2021年6月30日 | Negi Shower Party!! | karenT   |